# Lasioglossum orphnaeum
Lasioglossum orphnaeum är en biart som beskrevs av Mcginley 1986. Lasioglossum orphnaeum ingår i släktet smalbin, och familjen vägbin. Inga underarter finns listade i Catalogue of Life.